# شاما رحمان
شاما سروات رحمان (بالبنغالية: শামা সরয়াত রহমান) هي مغنية وكاتبة أغاني وعازفة سيتار وراوية قصص وفنانة أداء ومخرجة أفلام وممثلة بريطانية.

## وقت مبكر من الحياة
ولدت شاما رحمان في العين، الإمارات العربية المتحدة لأبوين بنغلاديشيين، طبيب ومغني كلاسيكي. لقد عاشت في ثلاث قارات مختلفة وتدربت تحت وصاية رافي شانكار من ميهار جارانا.

## تعليم
درست شاما رحمان البيولوجيا الجزيئية في جامعة كوليدج لندن. حصلت على درجة الدكتوراه في شراكة مشتركة في إمبريال كوليدج لندن و كلية جولدسميث و الكلية الملكية للموسيقى في مجال متعدد التخصصات لعلم التعقيد والأدوات الرياضية المعقدة المأخوذة من الفيزياء الإحصائية ونظرية الفوضى. لدراسة النظم العلمية العصبية للإبداع الموسيقي. تمتد درجة الدكتوراه هذه إلى علم الموسيقى وعلم النفس والفلسفة وفيزياء السلوك الناشئ لتوضح كيفية عمل النظام بأكمله معًا.